# Muchachas 3
Muchachas 3 est un roman français écrit par Katherine Pancol et publié en 2014. Il est le troisième tome de la trilogie Muchachas.

## Résumé
Turquet casse trois côtes à Léonie. Léonie a eu Stella avec Lucien qui est parti. Stella tire une balle dans chaque genou de Turquet. Stella avait laissé un mot sur le pare-brise de Joséphine et Joséphine la rappelle. Stella dit que Lucien était aussi son père. Ray soûle Duré et le fait arrêter. Ray avoue sa stérilité à sa maîtresse Violette. Edmond avoue à Léonie qu'en 1977, il a dit à Lucien de l'oublier par jalousie. Violette rompt avec Ray et donne à Stella un dossier d'actes compromettants de Ray. Stella implore Léonie de lui demander pardon et elle le fait. Stella porte la preuve de leur fraternité à Joséphine. Hortense va lancer sa première collection à Paris, Gary l'accompagne. Ray devient l'ennemi public. Stella ramène Léonie chez ses logeurs. Ray meurt en luttant contre un incendie public. Gary va dans son château en Écosse et fait venir Calypso. Zoé rompt avec Gaetan. Léonie hérite de Ray.